# Leichtathletik-Europameisterschaften 2012/100 m der Frauen

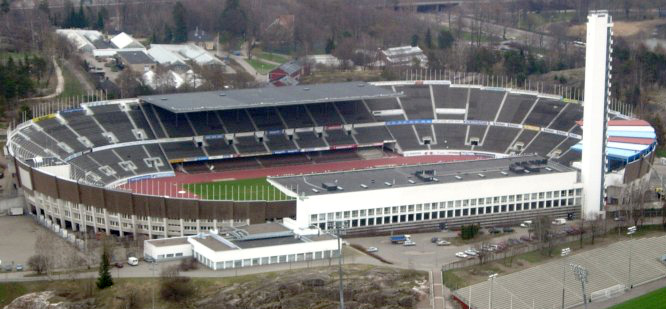
Das Olympiastadion Olympiastadion Helsinki im Jahr 2005

Der 100-Meter-Lauf der Frauen bei den Leichtathletik-Europameisterschaften 2012 wurde am 27. und 28. Juni 2012 im Olympiastadion der finnischen Hauptstadt Helsinki ausgetragen.
Europameisterin wurde die Bulgarin Iwet Lalowa. Sie gewann vor Olessja Powch aus der Ukraine. Lina Grinčikaitė aus Litauen wurde Dritte.

## Bestehende Rekorde
| Weltrekord           | 10,49 s | Florence Griffith-Joyner | Indianapolis, USA   | 16. Juli 1988   |
| Europarekord         | 10,73 s | Christine Arron          | EM Budapest, Ungarn | 18. August 1998 |
| Meisterschaftsrekord | 10,73 s | Christine Arron          | EM Budapest, Ungarn | 18. August 1998 |

Der bestehende EM-Rekord wurde bei diesen Europameisterschaften nicht erreicht. Die schnellste Zeit erzielte die spätere Europameisterin Iwet Lalowa aus Bulgarien im zweiten Vorlauf mit 11,06 s bei einem Rückenwind von 1,7 m/s, womit sie 33 Hundertstelsekunden, gleichzeitig Europarekord, über dem Rekord blieb. Zum Weltrekord fehlten ihr 57 Hundertstelsekunden.

## Legende
| DNS | nicht am Start (did not start) |

## Vorrunde
Die Vorrunde wurde in vier Läufen durchgeführt. Die ersten drei Athletinnen pro Lauf – hellblau unterlegt – sowie die darüber hinaus vier zeitschnellsten Läuferinnen – hellgrün unterlegt – qualifizierten sich für das Halbfinale.

### Vorlauf 1

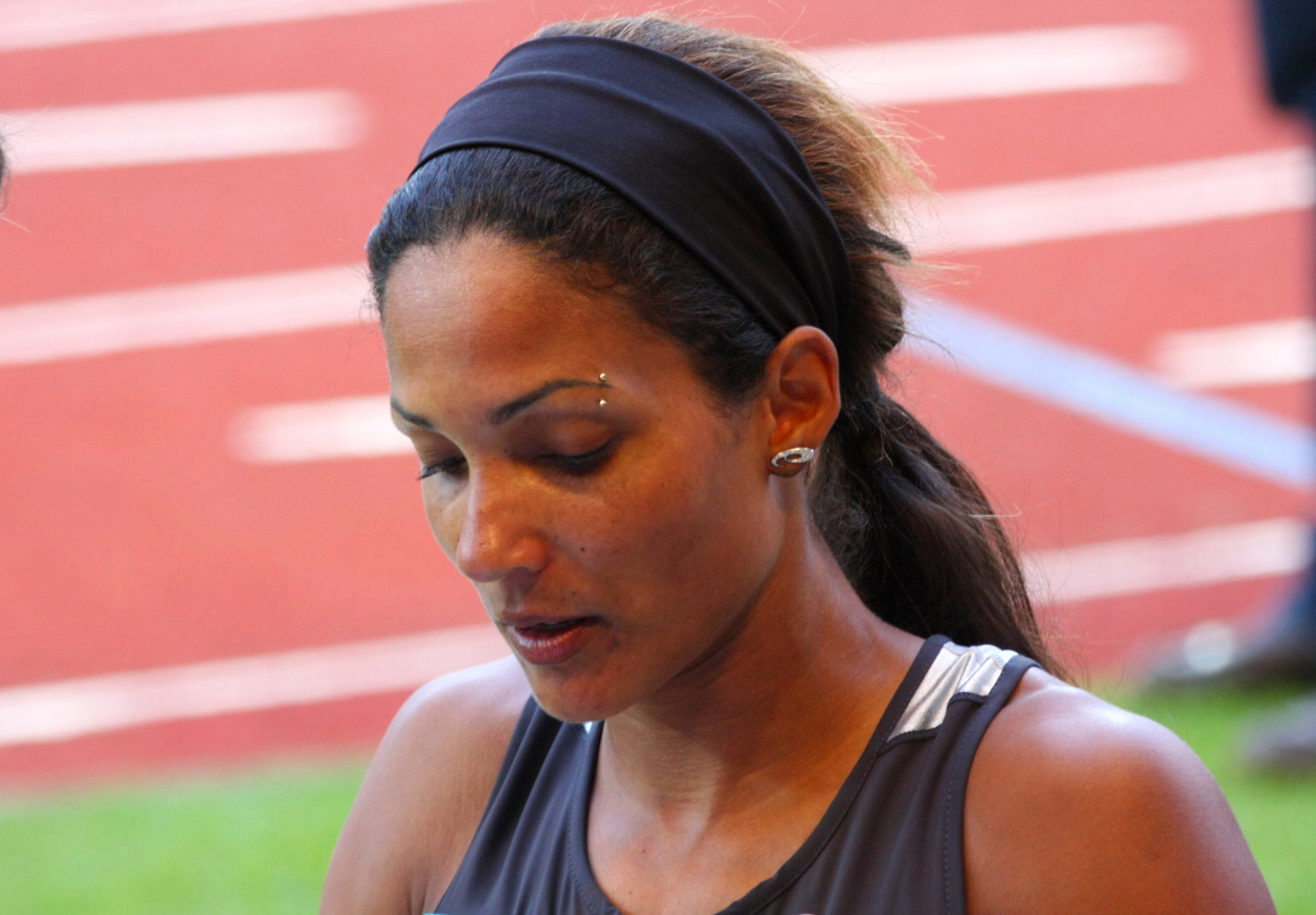
Europarekordinhaberin Christine Arron verfehlte das Halbfinale um einen Rang
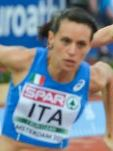
Martina Amidei schied als Sechste ihres Vorlaufs aus
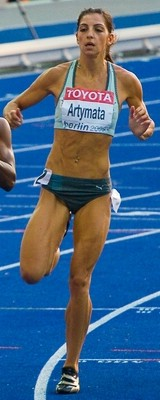
Platz sieben im ersten Vorlauf für Eleni Artymata und damit nicht mehr dabei

27. Juni 2012, 10:00 Uhr
Wind: −0,3 m/s
| Platz | Name             | Nation      | Zeit (s) |
| ----- | ---------------- | ----------- | -------- |
| 1     | Olessja Powch    | Ukraine     | 11,30    |
| 2     | Anne Cibis       | Deutschland | 11,40    |
| 3     | Nimet Karakuş    | Türkei      | 11,48    |
| 4     | Kateřina Čechová | Tschechien  | 11,53    |
| 5     | Christine Arron  | Frankreich  | 11,55    |
| 6     | Martina Amidei   | Italien     | 11,60    |
| 7     | Eleni Artymata   | Zypern      | 11,64    |
| 8     | Sónia Tavares    | Portugal    | 11,65    |

### Vorlauf 2

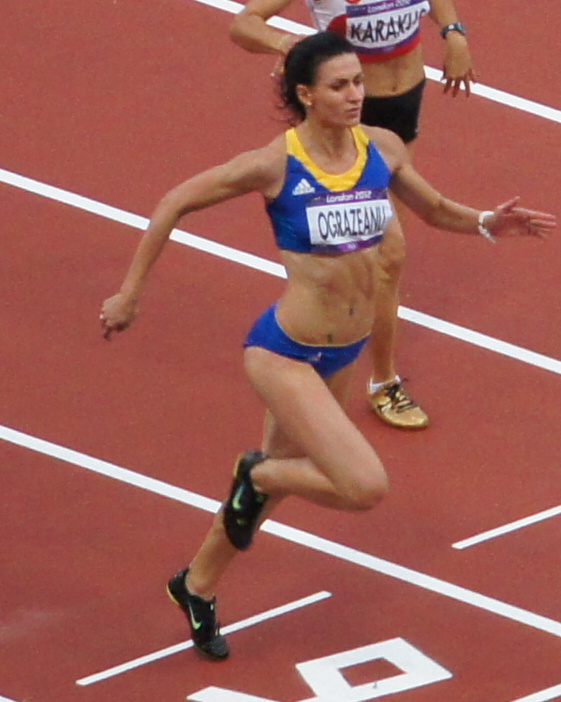
Andreea Ogrăzeanu fehlten zwei Hundertstelsekunden, um als Vierte ihres Vorlaufs ins Halbfinale einzuziehen
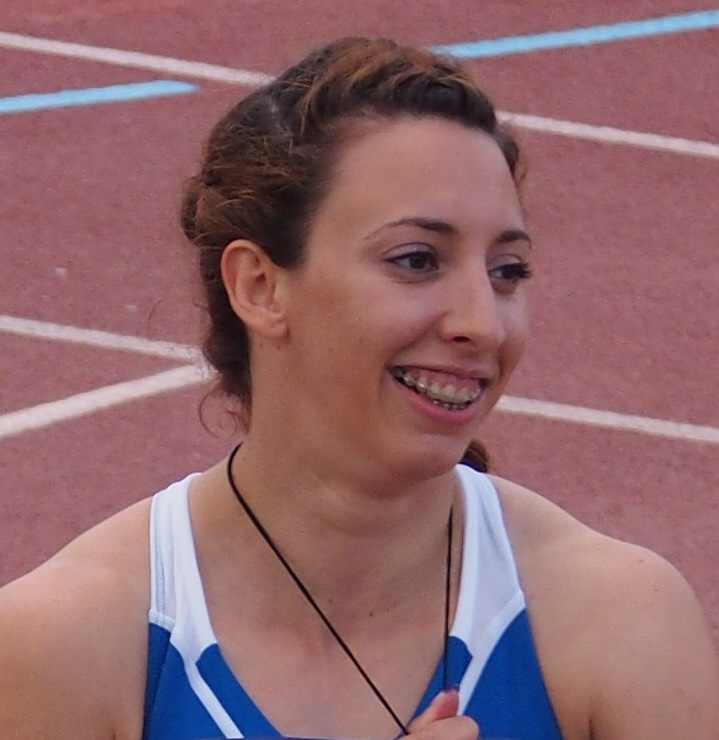
Ihr sechster Rang im zweiten Vorlauf reichte Maria Belimbasaki nicht für das Semifinale

27. Juni 2012, 10:08 Uhr
Wind: +1,7 m/s
| Platz | Name              | Nation       | Zeit (s) |
| ----- | ----------------- | ------------ | -------- |
| 1     | Iwet Lalowa       | Bulgarien    | 11,06    |
| 2     | Olga Belkina      | Russland     | 11,26    |
| 3     | Ezinne Okparaebo  | Norwegen     | 11,27    |
| 4     | Audrey Alloh      | Italien      | 11,53    |
| 5     | Andreea Ogrăzeanu | Rumänien     | 11,55    |
| 6     | Maria Belimbasaki | Griechenland | 11,56    |
| 7     | Amy Foster        | Irland       | 11,58    |
| 8     | Cristina Llovera  | Andorra      | 13,01    |

### Vorlauf 3

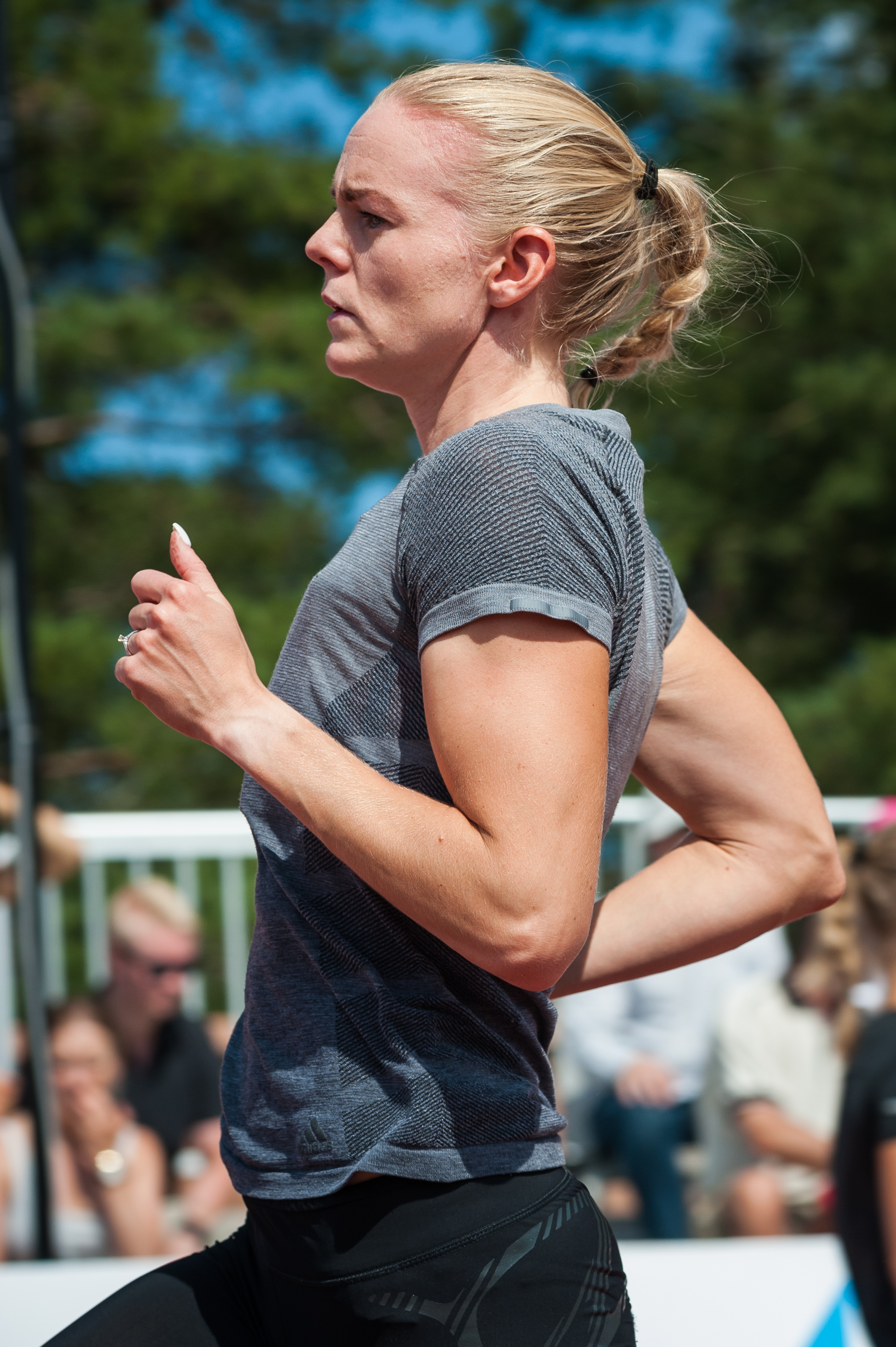
Um einen Platz verfehlte Hanna-Maari Latvala das Halbfinale
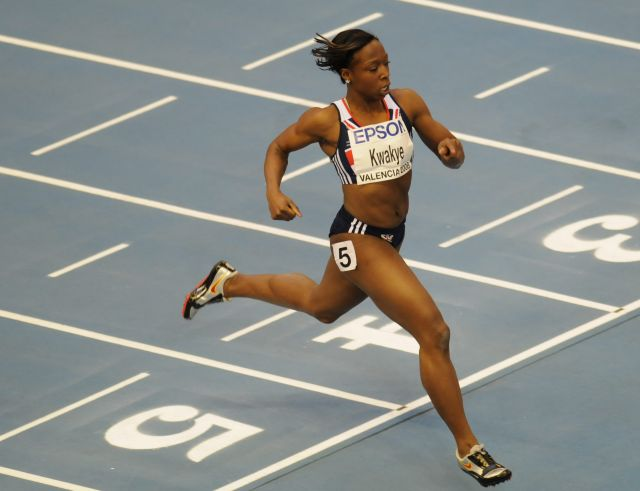
Jeanette Kwakye scheiterte als Siebte ihres Vorlaufs in der Qualifikation

27. Juni 2012, 10:16 Uhr
Wind: −0,3 m/s
| Platz | Name                | Nation         | Zeit (s) |
| ----- | ------------------- | -------------- | -------- |
| 1     | Lina Grinčikaitė    | Litauen        | 11,38    |
| 2     | Tatjana Pinto       | Deutschland    | 11,41    |
| 3     | Daria Korczyńska    | Polen          | 11,46    |
| 4     | Julija Neszjarenka  | Belarus        | 11,52    |
| 5     | Hanna-Maari Latvala | Finnland       | 11,67    |
| 6     | Gabriela Laleva     | Bulgarien      | 11,79    |
| 7     | Jeanette Kwakye     | Großbritannien | 11,98    |
| 8     | Ivana Rožman        | Mazedonien     | 12,86    |

### Vorlauf 4

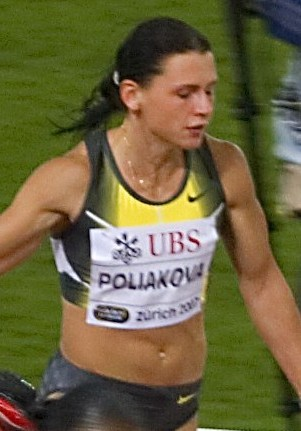
Jewgenija Poljakowa – sie verfehlte das Halbfinale in ihrem Vorlauf um einen Rang
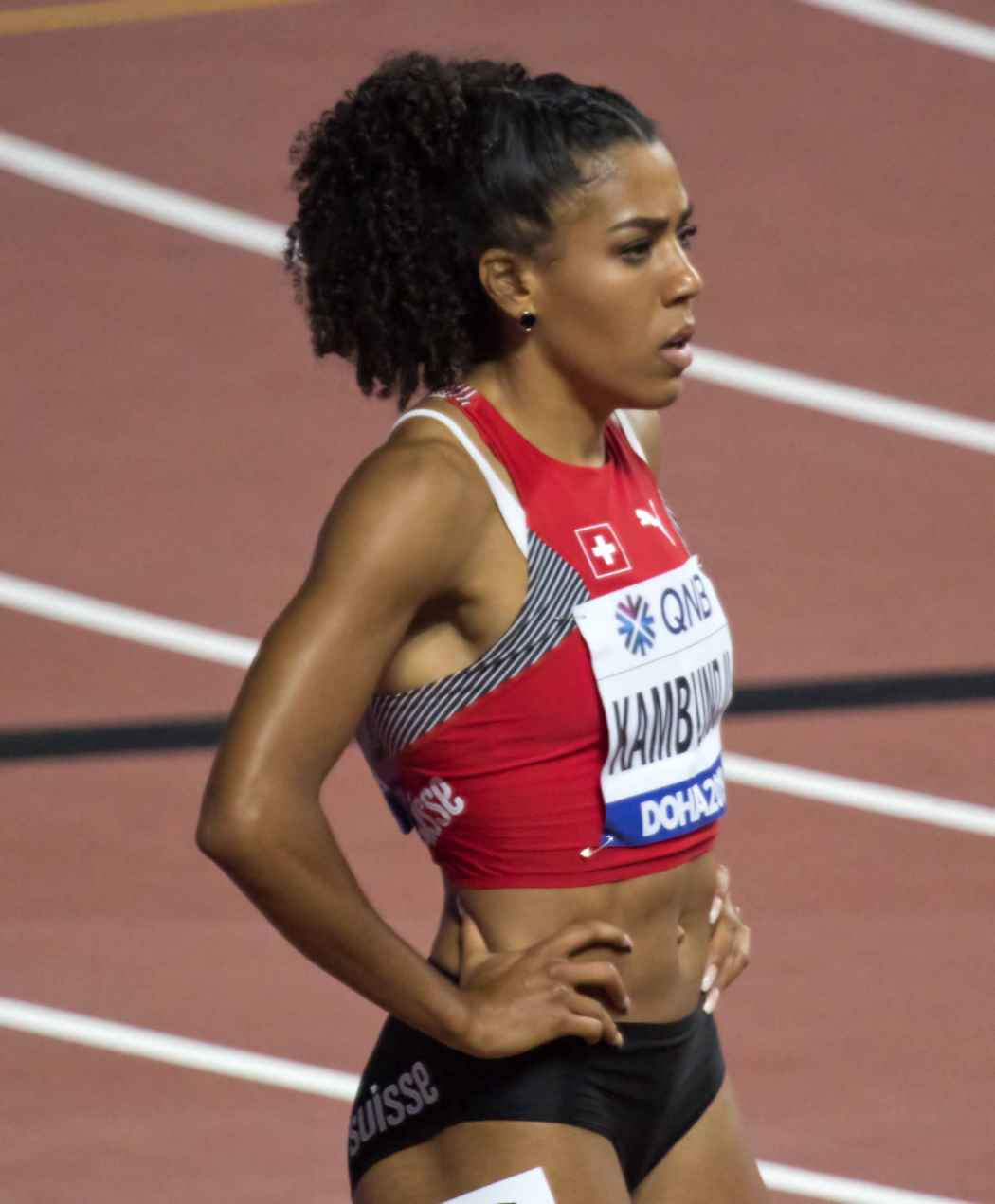
Platz sieben im vierten Vorlauf war zu wenig für Mujinga Kambundji, um die nächste Runde zu erreichen
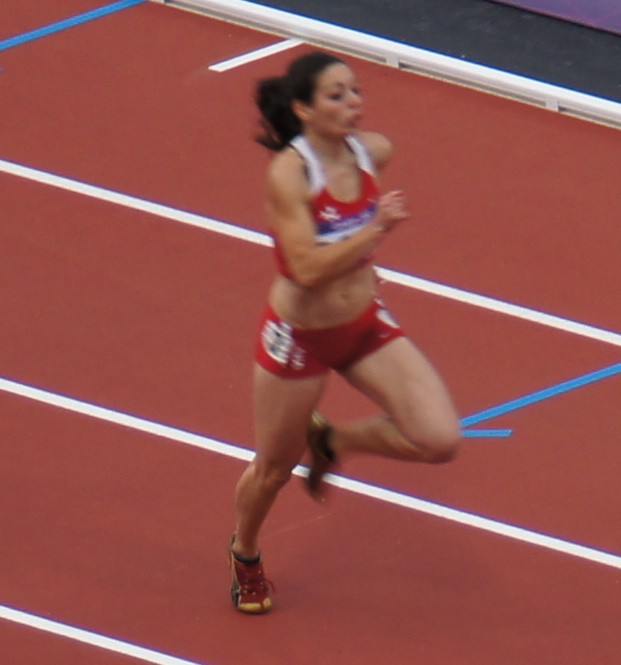
Diane Borg war mit einer Zeit über zwölf Sekunden chancenlos

27. Juni 2012, 10:24 Uhr
Wind: +1,0 m/s
| Platz | Name                | Nation         | Zeit (s) |
| ----- | ------------------- | -------------- | -------- |
| 1     | Verena Sailer       | Deutschland    | 11,14    |
| 2     | Julija Balykina     | Belarus        | 11,39    |
| 3     | Ashleigh Nelson     | Großbritannien | 11,43    |
| 4     | Natalija Pohrebnjak | Ukraine        | 11,50    |
| 5     | Jewgenija Poljakowa | Russland       | 11,55    |
| 6     | Folake Akinyemi     | Norwegen       | 11,62    |
| 7     | Mujinga Kambundji   | Schweiz        | 11,68    |
| 8     | Diane Borg          | Malta          | 12,14    |

## Halbfinale
Aus den beiden Halbfinalläufen qualifizierten sich die jeweils ersten drei Athletinnen – hellblau unterlegt – sowie die darüber hinaus zwei zeitschnellsten Läuferinnen – hellgrün unterlegt – für das Finale.

### Lauf 1

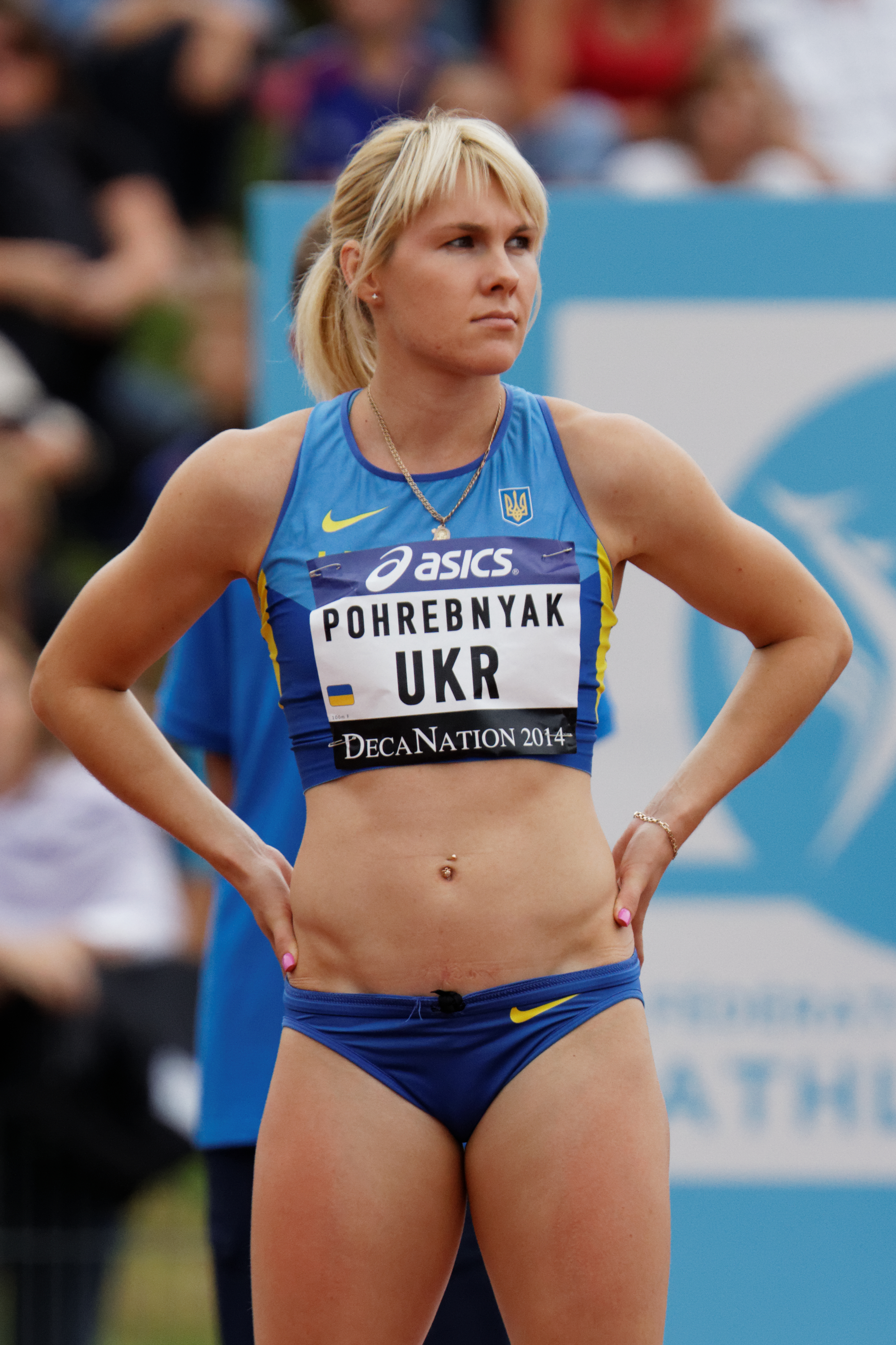
Natalija Pohrebnjak erreichte als Sechste ihres Semifinalrennens nicht das Finale
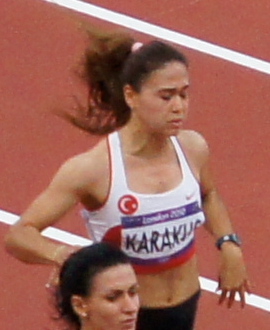
Als Siebte ihres Rennens schied Nimet Karakuş im Halbfinale aus
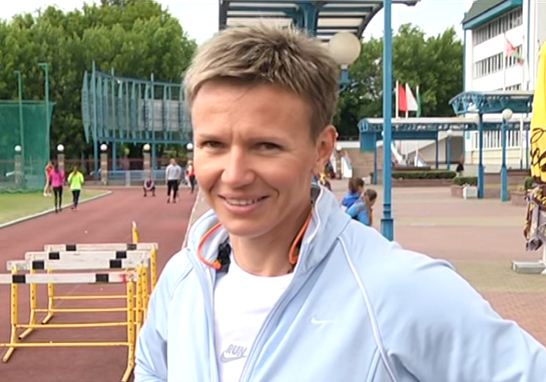
Julija Neszjarenka, 2004 Olympiasiegerin, trat hier im Semifinale nicht mehr an

27. Juni 2012, 20:03 Uhr
Wind: ±0,0 m/s
| Platz | Name                | Nation      | Zeit (s) |
| ----- | ------------------- | ----------- | -------- |
| 1     | Iwet Lalowa         | Bulgarien   | 11,23    |
| 2     | Olga Belkina        | Russland    | 11,30    |
| 3     | Lina Grinčikaitė    | Litauen     | 11,34    |
| 4     | Ezinne Okparaebo    | Norwegen    | 11,39    |
| 5     | Tatjana Pinto       | Deutschland | 11,39    |
| 6     | Natalija Pohrebnjak | Ukraine     | 11,52    |
| 7     | Nimet Karakuş       | Türkei      | 11,61    |
| DNS   | Julija Neszjarenka  | Belarus     |          |

### Lauf 2

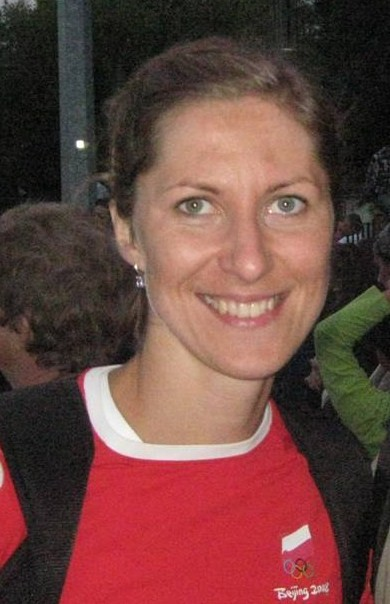
Daria Korczyńska erreichte das Halbfinale und schied dort als Fünfte ihres Rennens aus
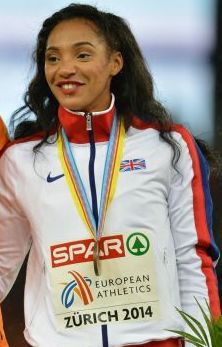
Ashleigh Nelson wurde Sechste in ihrem Semifinallauf und verfehlte damit das Finale
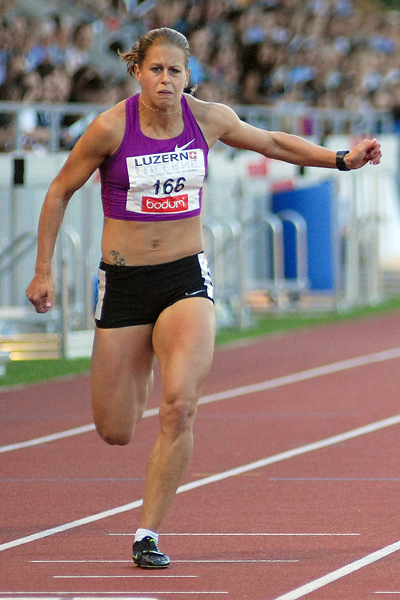
Als Siebte ihres Rennens scheiterte Kateřina Čechová im Halbfinale
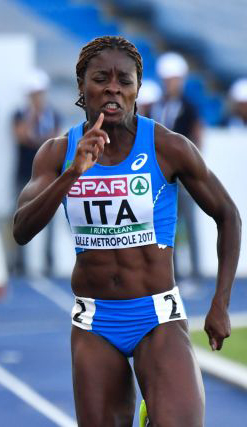
Audrey Alloh – Rang acht im zweiten Semifinale und damit ausgeschieden

27. Juni 2012, 20:09 Uhr
Wind: +2,0 m/s
| Platz | Name             | Nation         | Zeit (s) |
| ----- | ---------------- | -------------- | -------- |
| 1     | Olessja Powch    | Ukraine        | 11,13    |
| 2     | Verena Sailer    | Deutschland    | 11,17    |
| 3     | Anne Cibis       | Deutschland    | 11,36    |
| 4     | Julija Balykina  | Belarus        | 11,42    |
| 5     | Daria Korczyńska | Polen          | 11,43    |
| 6     | Ashleigh Nelson  | Großbritannien | 11,43    |
| 7     | Kateřina Čechová | Tschechien     | 11,45    |
| 8     | Audrey Alloh     | Italien        | 11,51    |

## Finale

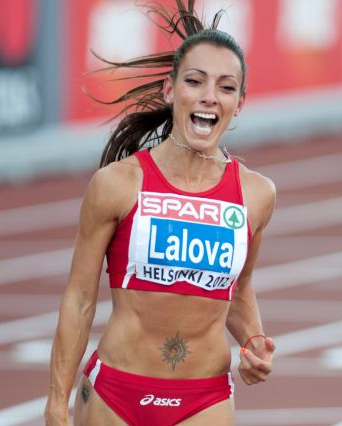
Europameisterin Iwet Lalowa

28. Juni 2012, 18:30 Uhr
Wind: −0,7 m/s
| Platz | Name             | Nation      | Zeit (s) |
| ----- | ---------------- | ----------- | -------- |
| 1     | Iwet Lalowa      | Bulgarien   | 11,28    |
| 2     | Olessja Powch    | Ukraine     | 11,32    |
| 3     | Lina Grinčikaitė | Litauen     | 11,32    |
| 4     | Ezinne Okparaebo | Norwegen    | 11,39    |
| 5     | Olga Belkina     | Russland    | 11,42    |
| 6     | Verena Sailer    | Deutschland | 11,42    |
| 7     | Anne Cibis       | Deutschland | 11,54    |
| 8     | Tatjana Pinto    | Deutschland | 11,62    |

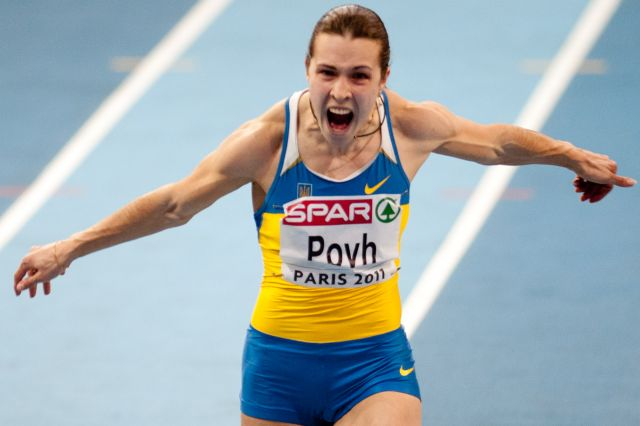
Vizeeuropameisterin Olessja Powch
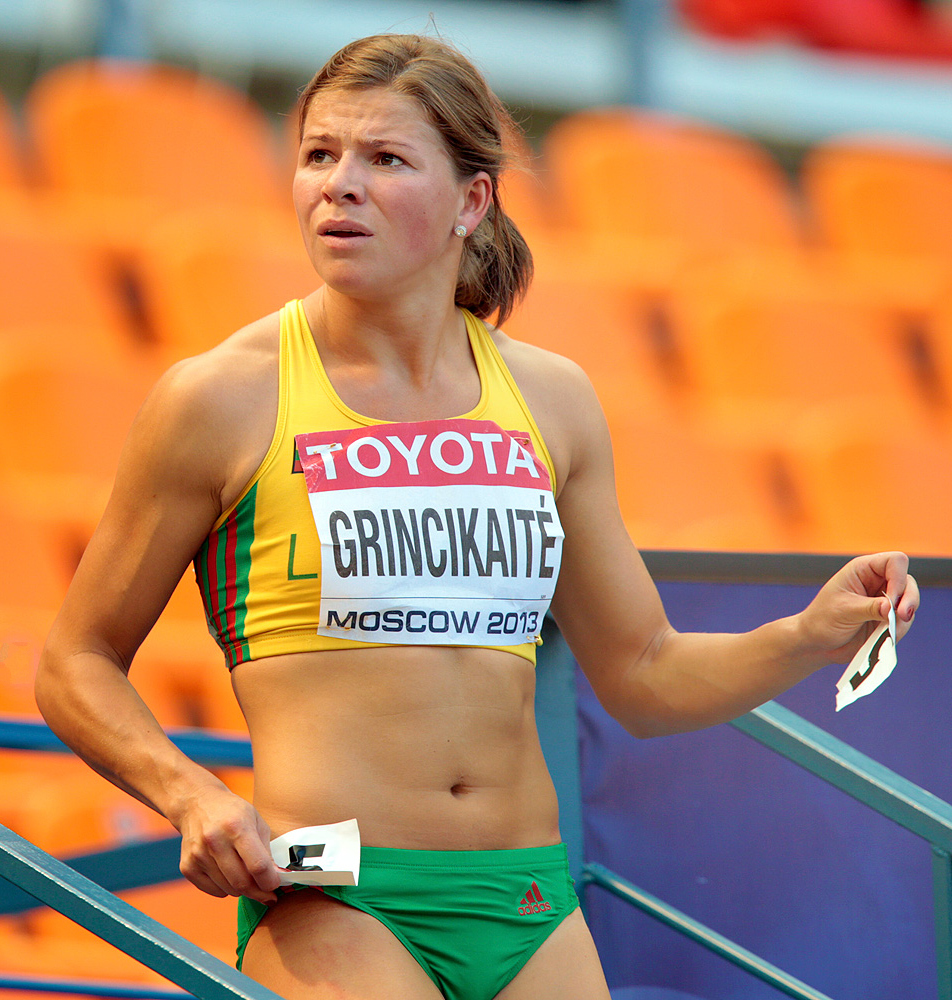
Bronzemedaillengewinnerin Lina Grinčikaitė
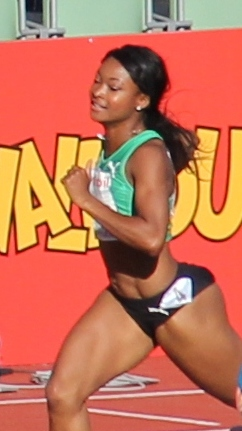
Ezinne Okparaebo belegte Rang vier

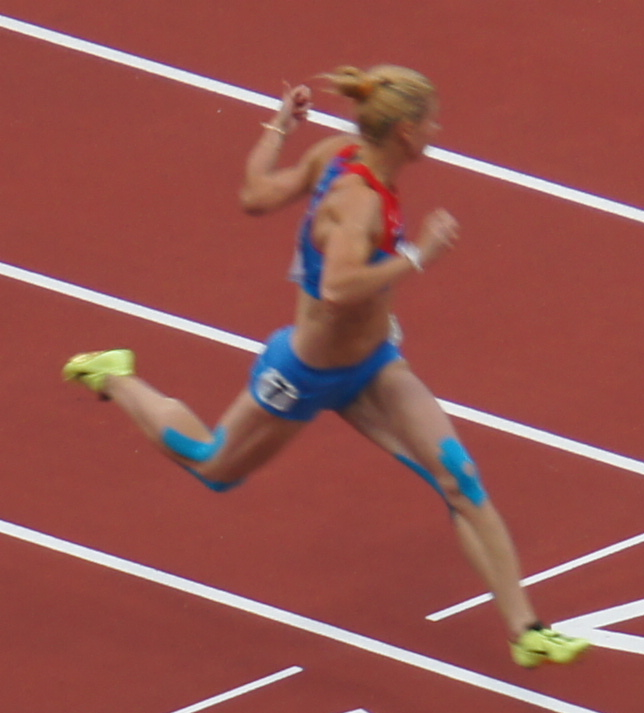
Olga Belkina wurde Fünfte
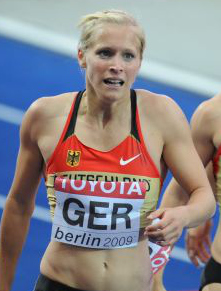
Titelverteidigerin Verena Sailer erreichte Platz sechs
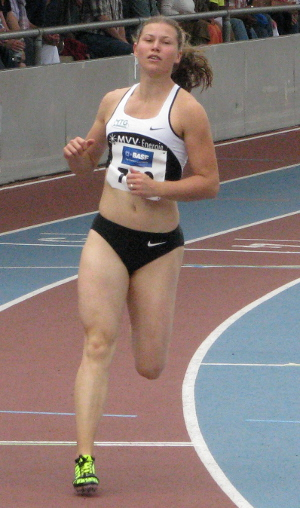
Anne Cibis, frühere Anne Möllinger, kam auf den siebten Platz
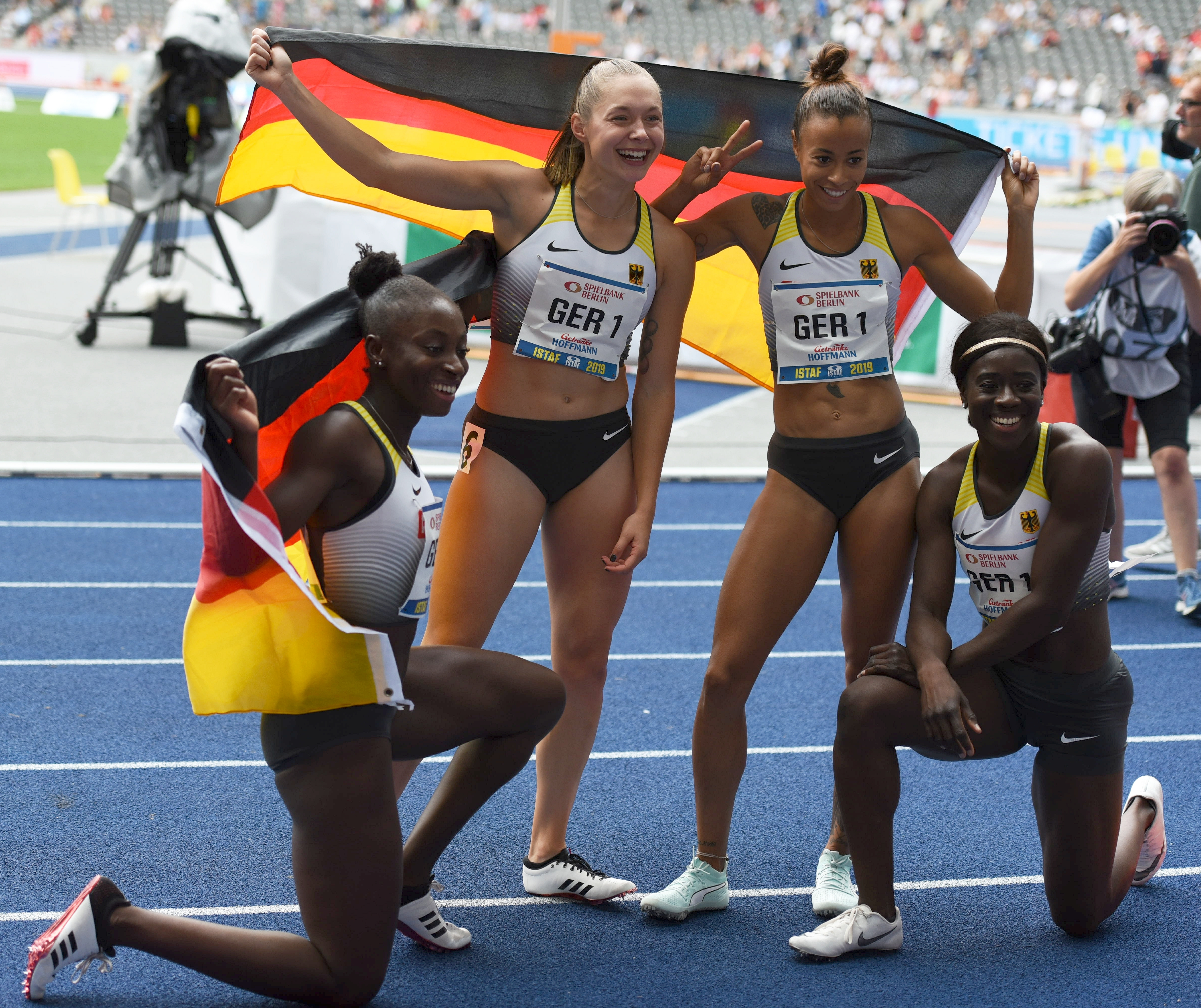
Tatjana Pinto (Zweite von rechts) – Rang acht

## Videolink
- 100 m. Women Final (21st European Athletics Championships, Helsinki, 2012), youtube.com, abgerufen am 28. Februar 2023